# Victorinus

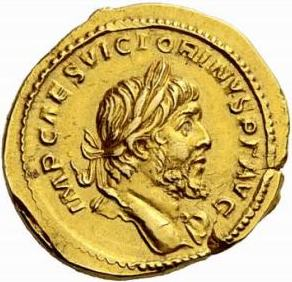
Aureus des Victorinus

Marcus Piavonius Victorinus (kurz Victorinus; * um 220; † 271 in Köln, der Colonia Claudia Ara Agrippinensium) war von 269 bis 271 Kaiser des Imperium Galliarum, der abgefallenen Westprovinzen des Römischen Reichs. Seine Herrschaft folgte auf die kurze Regierungszeit des Marius. Seine Residenz war Köln.

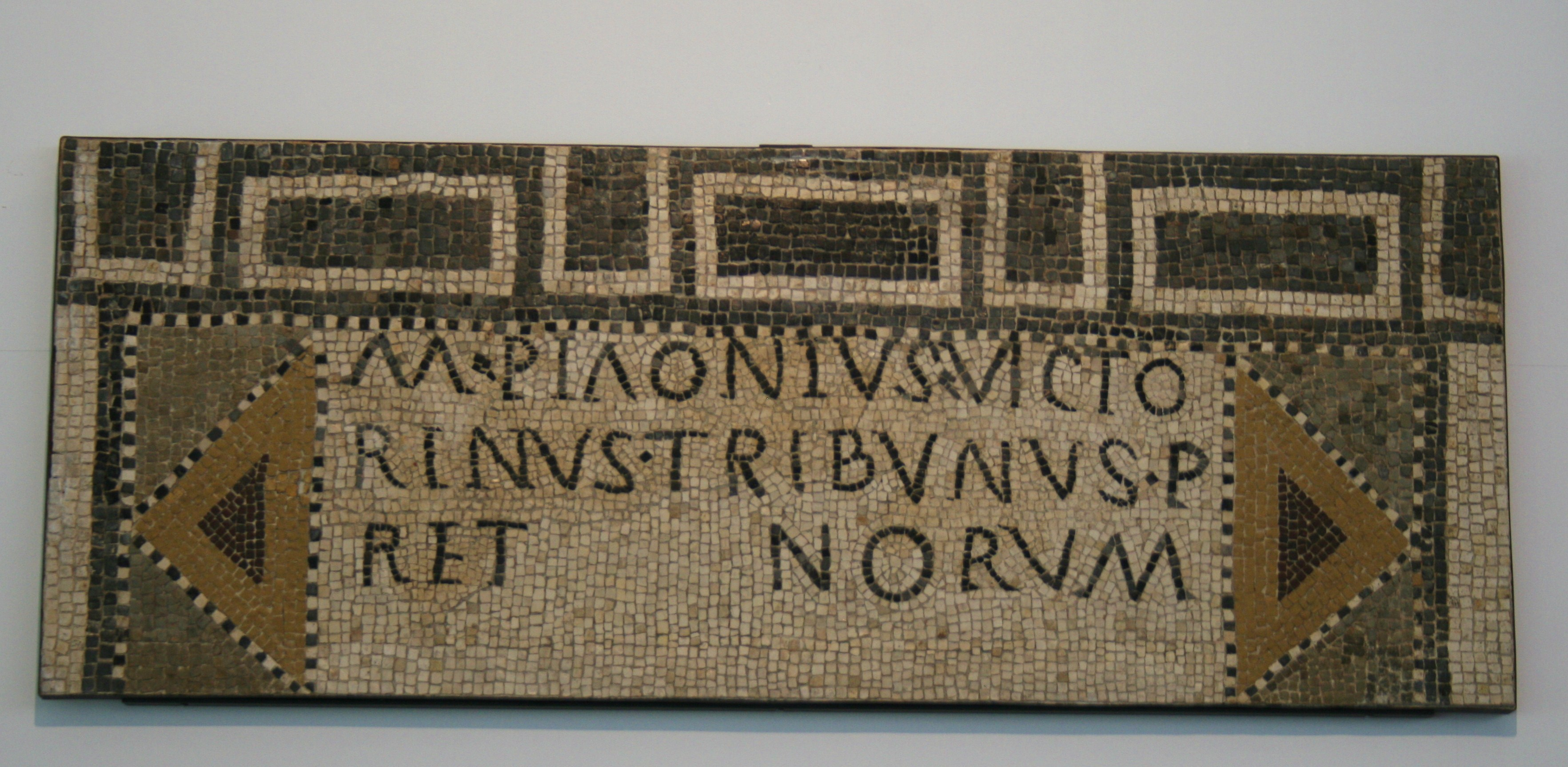
Victorinus’ Name auf einem Mosaik im Rheinischen Landesmuseum Trier

Victorinus stammte aus einer sehr reichen Familie, war Soldat unter Postumus, dem ersten der sogenannten gallischen Kaiser. Er erhielt den Titel des tribunus praetorianorum (Tribun der Prätorianer) 266/267 und war Konsul mit Postumus im Jahr 267 oder 268. Nach dem Tod des Marius wurde Victorinus durch die in Augusta Treverorum (Trier) stationierten Truppen zum Kaiser proklamiert und von den Legionen in Gallien und Britannien, nicht aber in Hispanien (Spanien) anerkannt. Die spanischen Provinzen schlossen sich wieder dem Römischen Reich an.
Von der Bauinschrift des Burgus von Mittelstrimmig ist der Name des Sanctus als Mitkonsul des Victorinus überliefert.
Während seiner Regierung verhinderte es Victorinus, dass sich die Stadt Augustodunum Haeduorum ebenfalls dem Römischen Reich anschloss. Die Stadt wurde sieben Monate lang belagert, bevor sie erstürmt und geplündert wurde.
Victorinus wurde Anfang 271 von Attitianus, einem seiner Offiziere, dessen Ehefrau Victorinus vermutlich verführt hatte, ermordet. Victorinus’ Mutter Victoria  behielt nach seinem Tod die Macht in der Hand und veranlasste seine Erhebung zum Gott. Durch Auszahlung großer Summen Bestechungsgelder an die Truppen konnte sie Tetricus I. als Nachfolger durchsetzen.
Der Historia Augusta zufolge hatte Victorinus einen gleichnamigen Sohn und Mitregenten (Caesar), Victorinus II.